# Historia Wysp Świętego Tomasza i Książęcej

Herb kolonialnych Wysp Świętego Tomasza i Książęcej

Historia Wysp Świętego Tomasza i Książęcej zaczyna się w XV wieku. Przed przybyciem Portugalczyków wyspy były bezludne. Zostały odkryte w 1471 roku (João de Santarém i Pero de Escobar) a około 1483 roku przybywali tu pierwsi portugalscy osadnicy. Od 1522 roku kolonia portugalska. Do połowy XVI wieku wyspy stały się dużym ośrodkiem plantacji trzciny cukrowej. Do pracy na nich sprowadzano niewolników z zachodniej Afryki. Od 1951 roku prowincja zamorska Portugalii. W latach 60. powstał ruch niepodległościowy. W 1973 roku region otrzymał autonomię a dwa lata później niepodległość.
Władzę na niepodległych wyspach objął marksistowski Ruch Wyzwolenia Wysp Świętego Tomasza i Książęcej (MLSTP). Prezydentem został Manuel Pinto da Costa. Rządząca partia prowadziła program reform socjalistycznych, który objął nacjonalizację plantacji. W 1985 roku doszło do załamania gospodarczego. Krach spowodował zmianę postawy rządzących. Bliskie stosunki z blokiem wschodnim zastąpiono współpracą z Portugalią i Francją a w gospodarce przyjęto wolny rynek. W 1990 roku wprowadzono konstytucję, gwarantującą system wielopartyjny. W październiku partia rządząca odeszła od ideologii marksistowskiej i zmieniła nazwę na Ruchu Wyzwolenia Wysp Świętego Tomasza i Książęcej-Partia Socjaldemokratyczna. W pierwszych wielopartyjnych wyborach parlamentarnych 21 stycznia 1991 zwycięstwo uzyskała Partia Konwergencji Demokratycznej. Na czele rządu stanął Daniel Daio. Prezydentem został kandydat niezależny Miguel Trovoada. W przedterminowych wyborach z 1994 roku MLTSP-PSD powróciła do władzy.  Wybory prezydenckie z 2001 roku wygrał Fradique de Menezes z opozycji. W 2002 roku rządząca formacja utworzyła rząd z partiami opozycyjnymi. W latach 1995 i 2003, doszło do zamachów stanu armii w wyniku których władzę na krótko przejmowali oficerowie, szybko jednak ustępowali pod międzynarodową presją.
W 2011 roku do władzy jako kandydat niezależny powrócił  Manuel Pinto da Cost. Jego głównym rywalem był Evaristo Carvalho, były premier oraz przewodniczący Zgromadzenia Narodowego. W pierwszej turze głosowania 17 lipca 2011 Pinto da Costa zajął pierwsze miejsce, zdobywając 35,62% głosów poparcia, podczas gdy Carvalho uzyskał 21,79% głosów. W drugiej turze wyborów 7 sierpnia 2011 pokonał Carvalho, zdobywając 52,88% głosów. Urząd szefa państwa objął 3 września 2011.